# Bergsstaten
Bergsstaten ist die schwedische Behörde für Bergangelegenheiten. Ihr Hauptsitz befindet sich in Luleå, eine weitere Niederlassung in Falun. Sie ist eine der ältesten schwedischen Behörden und wurde am 14. Februar 1637 gegründet. 
Die schwedische Bergbehörde behandelt alle bergrechtlichen Angelegenheiten in Schweden. Bergstaten ist der Schwedischen Geologischen Landesanstalt (Sveriges geologiska undersökning) untergeordnet, das dem Wirtschaftsministerium zugehört.